# Evangelho dos Doze

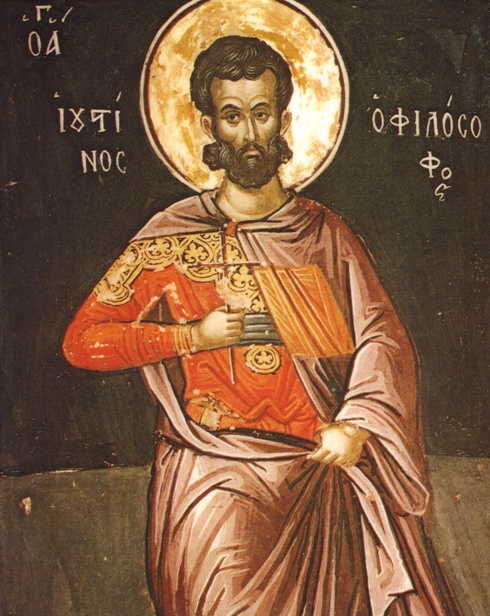
Justino Mártir, principal fonte para o Evangelho dos Doze.
Ícone por Teófanes, o Cretense, na parede do mosteiro de Stavronikita Katholikon.

O Evangelho dos Doze (em grego:  Ευαγγελιον με τους Δώδεκα ), também chamado de Evangelho dos Apóstolos, é um evangelho perdido mencionado pelos Padres da Igreja e um dos apócrifos do Novo Testamento.
Schneemelcher afirma que a maioria dos estudiosos hoje em dia o identificam como sendo o Evangelho dos Ebionitas. Walter R. Cassels (1874) e Pierson Parker (1940) o consideram como sendo uma "edição" diferente do Evangelho dos Hebreus.

## Comunidade Nazarena
Os primeiros judeo-cristãos eram geralmente chamados de nazarenos. Após a morte de Jesus, este termos passou a identificar principalmente a seita judaica que acreditava que Jesus era o Messias. Os nazarenos ainda aderiam aos preceitos da Lei Mosaica e rejeitavam o que consideravam como heresias cristãs.
Jerônimo afirma que "…o Evangelho utilizado pelos Nazarenos é chamado de 'Evangelho dos Doze Apóstolos'". Que o mesmo evangelho tenha dois nomes, uma de acordo com seus supostos autores e outro de acordo com a comunidade que se utilizava dele não é algo surpreendente.

## Evangelho dos Hebreus
Justino Mártir cita "o livro que é chamado de Evangelho" como se existisse não mais do que um. Já se observou antes que as citações de Justino são mais próximas às passagens paralelas no Evangelho dos Hebreus se São Mateus do que de outros evangelhos. Contudo, o único evangelho que cita é chamado de "Evangelho dos Doze". (Gheb 60-87).
Foi isto que levou estudiosos como Cassels (1874) e Parker (1940) a considerar uma "edição" diferente do Evangelho dos Hebreus de Mateus. Sobre as "Memórias dos Apóstolos", referenciadas pelos menos quinze vezes por Justino como sendo a fonte de muitas de suas citações, Arthur Lillie (1882) e Waite Burlingame (1881) argumentam que ele apenas quis se referenciar ao "Evangelho dos Hebreus", pois este também era amplamente conhecido como "Evangelho dos Doze Apóstolos".